# ウィリアム・レンショー
ウィリアム・レンショー（William Renshaw, 1861年1月3日 - 1904年8月12日）は、イングランド・レミントン出身の男子テニス選手。フルネームはウィリアム・チャールズ・レンショー (William Charles Renshaw) という。1880年代に活躍し、黎明期のウィンブルドン選手権に「6連覇」を達成した選手として知られる。ウィンブルドン優勝7回は、ピート・サンプラス、ノバク・ジョコビッチと並んで歴代2位。1925年にビル・チルデンに抜かれるまではグランドスラム優勝回数歴代1位タイ記録を保持していた。
双子の兄であるアーネスト・レンショーもテニス選手で、兄弟でウィンブルドン選手権のシングルス優勝を争ったり、ダブルスでペアを組んで活躍した。ウィリアムは愛称の「ウィリー」 (Willie) で呼ばれることも多かった。

## 経歴
1861年1月3日、イングランドのレミントンにあるレンショー家で双子の兄弟が誕生した時、先にアーネストが生まれ、15分後に弟のウィリアムが生まれた。世界最古のテニス・トーナメントであるウィンブルドン選手権は、1877年に第1回大会が行われた。双子の兄弟は1880年、19歳の時にウィンブルドン選手権のダブルスで初優勝し、以後7勝を記録する。1881年、20歳のウィリアム・レンショーは第5回大会の男子シングルス優勝者になった。当時の競技システムは、現在とは大きく異なっていた。まず「チャレンジ・ラウンド」（挑戦者決定戦）が行われ、大会前年優勝者を除くほかの選手たちがトーナメントを戦い、それを制した選手が前年優勝者と決勝を戦う「オールカマーズ・ファイナル」で優勝を決定していた。ウィリアム・レンショーは初優勝の時、チャレンジ・ラウンドの決勝でリチャード・リチャードソンを 6-4, 6-2, 6-3 で破り、オールカマーズ・ファイナルでは前年優勝者のジョン・ハートリーを 6-0, 6-1, 6-1 のストレート（試合時間37分）で圧倒した。
それから、ウィリアム・レンショーは前年優勝者としてチャレンジ・ラウンドの勝者を待つ立場に変わる。1882年と1883年は、挑戦者は双子の兄のアーネスト・レンショーで、1884年-1886年の3年連続でハーバート・ローフォードの挑戦を退けた。こうしてウィリアム・レンショーはウィンブルドン選手権の男子シングルスに大会「6連覇」を達成したが、その後テニス・エルボー（テニス肘）を患い、1887年の大会出場を断念する。チャレンジ・ラウンドに戻ったウィリアム・レンショーは、1888年は準々決勝でウィロビー・ハミルトン（アイルランド）に敗れ、予想外の早期敗退を喫した。1889年のチャレンジ・ラウンドで、レンショーは決勝でハリー・バーロウに苦戦し、第4セットと第5セットの窮地から大逆転の末 3-6, 5-7, 8-6, 10-8, 8-6 で勝利を収める。3年ぶりに戻ってきたオールカマーズ・ファイナルで、ウィリアムは1888年の優勝者であった兄のアーネストを 6-4, 6-1, 3-6, 6-0 で破り、3年ぶり「7度目」の優勝を飾った。しかし1890年の大会では、挑戦者のウィロビー・ハミルトンに 8-6, 2-6, 6-3, 1-6, 1-6 のフルセットで敗れ、それ以後はもう優勝できなかった。29歳まで、10年間におよぶ君臨期間であった。
しかし、レンショー兄弟は2人とも早逝する。1899年9月2日に兄のアーネストが38歳で亡くなり、弟のウィリアムもその5年後、1904年8月12日に43歳で死去した。
それから77年後の1981年に、ウィリアム・レンショーの名前がテニスファンの話題として復活する。1976年から1980年までウィンブルドンの男子シングルスに「5連覇」していたビョルン・ボルグが、昔のレンショーの6連覇に並ぶかどうかに期待がかけられたが、1981年の決勝戦でジョン・マッケンローに 6-4, 6-7, 6-7, 4-6 で敗れ、大会6連覇の記録を逃したのである。オールカマーズ・ファイナルの時代に成し遂げられたレンショーの記録と、すべての選手が1回戦からトーナメントを戦う現行の方式でなされたボルグの記録とでは、条件の違いは明らかだった。しかし、あくまでも数字の記録上においては、ウィンブルドンの男子シングルス連覇記録はレンショーがトップになる。（女子シングルスでは、1987年にマルチナ・ナブラチロワが6連覇を達成した。）1983年、レンショー兄弟は揃って国際テニス殿堂入りを果たす。2017年のウィンブルドンで、ロジャー・フェデラーが5年ぶり「8度目」の男子シングルス優勝を果たし、ウィリアム・レンショーを抜き優勝回数の歴代単独1位となった。

## ウィンブルドン選手権の成績
- 男子シングルス優勝：1881年-1886年・1889年　［大会6連覇を含む7勝］
- 男子ダブルス優勝：1880年・1881年・1884年-1886年・1888年・1889年　［総計7勝。すべてアーネストとのペア］